# 遠州森駅
遠州森駅（えんしゅうもりえき）は、静岡県周智郡森町森にある天竜浜名湖鉄道天竜浜名湖線の駅である。「PASのふるさと森町」の副駅名がある。

## 歴史
- 1935年（昭和10年）4月17日：鉄道省二俣線掛川駅  -当駅間開通時に終着駅の遠江森駅（とおとうみもりえき）として開設[1]。一般駅[1]。
- 1940年（昭和15年）6月1日：二俣線当駅 - 金指駅間延伸。
- 1961年（昭和36年）5月16日：遠州鉄道気動車が西鹿島駅 - 当駅間で乗入。
- 1966年（昭和41年）10月1日：遠州鉄道気動車乗入廃止。
- 1970年（昭和45年）6月1日：貨物取扱廃止（旅客駅化）[1]。
- 1987年（昭和62年）3月15日：二俣線が第三セクター鉄道へ転換、天竜浜名湖鉄道の駅となる[1]。同時に、遠州森駅（えんしゅうもりえき）に改称[1]。
- 2011年（平成23年）1月26日：駅舎（本屋）及び上りプラットホームが国の登録有形文化財として登録[2]。
- 2019年（令和元年）12月24日：ヤマハ発動機の電動アシスト自転車「PAS」（パス）ラッピング列車の出発式開催に伴い、一時的に「PAS駅」へ名称変更[3]。
- 2022年（令和4年）4月1日：ヤマハモーターエレクトロニクスが駅名ネーミングライツを取得し、副駅名を付した「遠州森（PASのふるさと森町）駅」とすることを発表[4]。期間は2022年4月1日から2024年3月31日まで。

## 駅構造

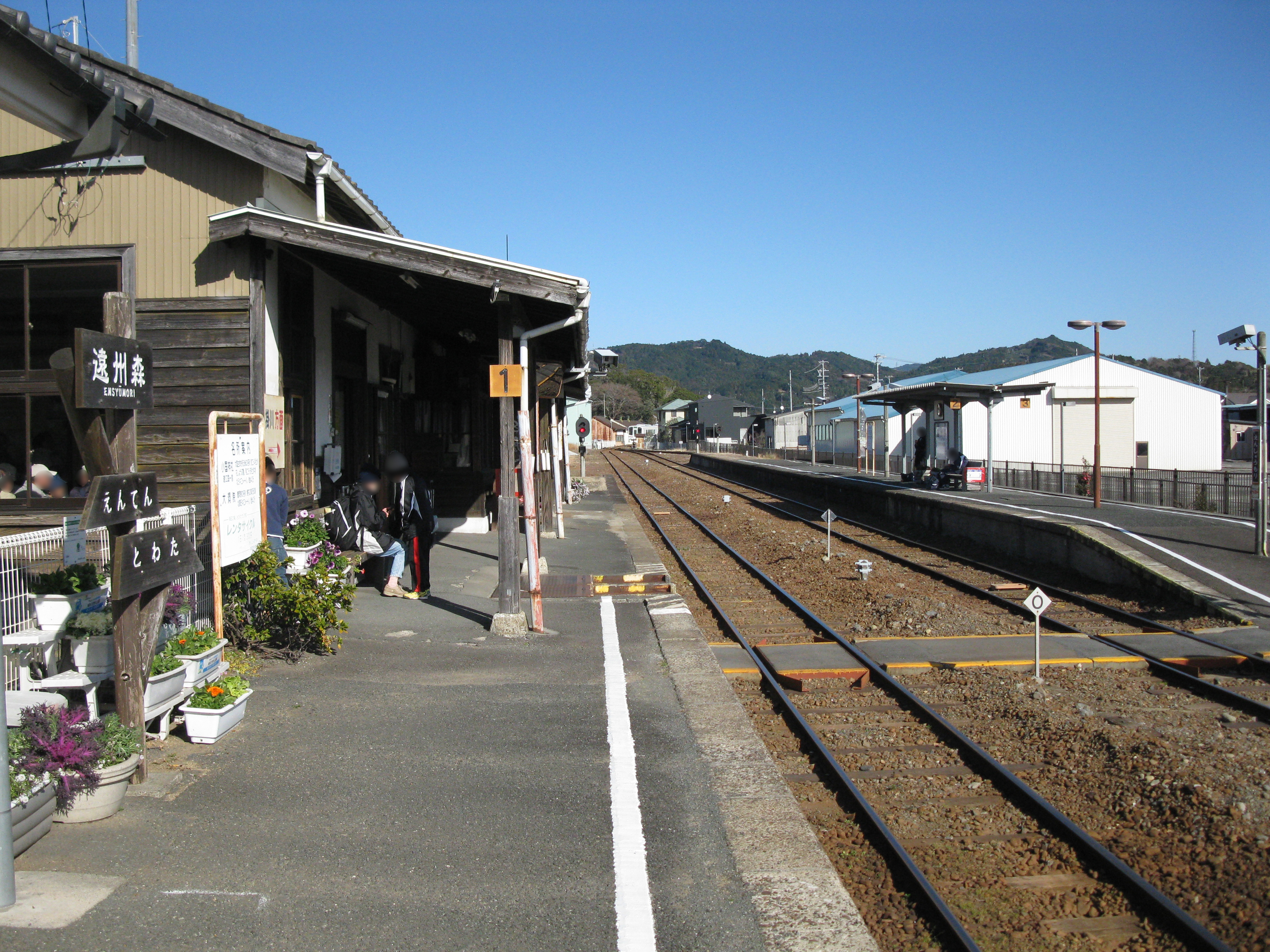
ホーム（2011年1月）

単式・島式ホーム2面3線を有する地上駅。地上からやや高い所に位置する。古い木造駅舎を備える。
業務委託駅。駅舎（本屋）及び上りプラットホームは、国の登録有形文化財として登録されている。

### のりば
| ホーム | 路線          | 方向 | 行先       | 備考                  |
| ------ | ------------- | ---- | ---------- | --------------------- |
| 1・3   | ■天竜浜名湖線 | 上り | 掛川方面   | 3番線ホームは当駅始発 |
| 2      | ■天竜浜名湖線 | 下り | 新所原方面 |                       |

## 利用状況
近年の1日平均乗車人員の推移は以下の通り。
| 乗車人員推移 | 乗車人員推移    |
| 年度         | 1日平均乗車人員 |
| ------------ | --------------- |
| 2008         | 227             |
| 2009         | 238             |
| 2010         | 270             |
| 2011         | 305             |
| 2012         | 342             |
| 2013         | 328             |
| 2014         | 342             |
| 2015         | 356             |
| 2016         | 362             |
| 2017         | 358             |
| 2018         | 335             |
| 2019         | 330             |

## 駅周辺
住宅や商店がある。
- 静岡銀行森町支店
- 森町役場
- 森町郵便局
- 太田川
- 森町中央体育館
- 静岡県立遠江総合高等学校

### バス路線
森町営バスは駅前、秋葉バスサービスのバス停は駅前の静岡銀行前にある。
- 秋葉バスサービス：秋葉中遠線
- 磐田市・袋井市・森町自主運行バス磐田線（運行は秋葉バスサービス、土日祝日・お盆休み・年末年始は運休）
- 森町営バス：吉川線

## 隣の駅
天竜浜名湖鉄道
■天竜浜名湖線
戸綿駅 - 遠州森駅 - 森町病院前駅